# Bitva u Luconu
Bitva u Luconu byla jednou z bitev francouzských revolučních válek, konkrétně byla součástí povstání ve Vendée. Bitva se odehrála 14. srpna 1793 mezi francouzskou republikánskou armádou vedenou generálem Augustinem Tuncqem a roajalisty vedenými Gigotem d'Elbée u Luconu ve Vendée. Skončila vítězstvím republikánů.